# Közép-olasz nyelv
A közép-olasz nyelv (olaszul italiano centrale vagy mediano) az olasz nyelv változata, amelyet az itáliai félsziget középső részén, Dél-Toszkána, Marche, Umbria, Lazio és Abruzzo bizonyos részei beszélnek. Az olasz irodalmi nyelv a toszkán dialektusból lett kialakítva (ebbe nem tartozik bele a dél-toszkán nyelvjárás). A közép-olasz nyelv nem érintett a környező újlatin nyelvek és nyelvváltozatok hatásaitól, kölcsönös érthetősége a toszkán az olasz felé nagy, s hatással is volt az olasz írott nyelv kialakulására, de bizonyos szinten különbözik is tőle. A közép-olasz nyelvterületbe tartozik az olasz főváros, Róma is, amely a legfontosabb kulturális központ és így a római nyelvjárás a legfőbb közép-olasz dialektus. Emiatt egyesek szeretik a közép-olaszt római nyelvnek nevezni.
Körülbelül nyolc nyelvjáráscsoportja van a közép-olasznak, bár az egyikük különállása kétséges
- marchei
- umbriai
- sabinoi
- dél-toszkán (kiterjed Észak-Lazióra is)
- római
- laziale centro-settentrionale
  - guideói

A különbségek elsősorban hangtani szempontból jelentkeznek. Róma, Perugia és Ancona területén megjelenik az ö hang, Umbria vagy Sanniti területén a dupla nn hang átalakul mm. Tapasztalható ezenkívül a hangok felcserelédőse is.